# Chico Xavier (film)
Pour l’article homonyme, voir Chico Xavier.
Pour plus de détails, voir Fiche technique et Distribution.
Chico Xavier est un film biographique brésilien de 2010 réalisé par Daniel Filho (en), sorti en 2010.
Le scénario est écrit par Marcos Bernstein et basé sur le livre La vie de Chico Xavier, de Marcel Souto Maior. Il est diffusé pour la première fois au Brésil le 2 avril 2010, et deux mois plus tard il avait attiré plus de trois millions de spectateurs.

## Scénario
Le film est une œuvre hagiographique sur la vie du médium brésilien Francisco Cándido Xavier (1910-2002), aussi connu sous le nom de Chico Xavier, et relate les troubles liés à sa médiumnité ainsi que ses activités philanthropiques et les conséquences de sa notoriété au Brésil.
Le film se base sur le livre As vidas de Chico Xavier, de Marcel Souto Maior (pt), publié en 2003.

## Fiche technique
- Réalisation : Daniel Filho
- Scénario : Marcos Bernstein
- Producteur : Sony Pictures, Paramount
- Musique : Egberto Gismonti
- Durée : 124 minutes
- Format : couleur - 1,85 : 1
- Pays :  Brésil
- Langue : portugais
- Dates de sortie : 
  -  Brésil : 2 avril 2010
  -  France : 5 mai 2011

## Distribution
- Nelson Xavier : Francisco Cándido Xavier (de 1969 à 1975)
- Ângelo Antônio : idem (de 1931 à 1959)
- Matheus Costa : idem (de 1918 à 1922)
- Tony Ramos : Orlando
- Christiane Torloni : Glória
- Giulia Gam : Rita
- Letícia Sabatella : Maria
- Luis Melo : João Candido
- Pedro Paulo Rangel : Padre Scarzelo
- Giovanna Antonelli : Cidália
- André Dias : Emmanuel

## Distinctions

### Nominations
- Grande Prêmio do Cinema Brasileiro 2011 : meilleur film

## Critique
Ce film est réputé pour être hagiographique, contribuer à propager de fausses idées sur le kardécisme.